# Арнолдс Парк (Ајова)
Арнолдс Парк (енгл. Arnolds Park) град је у америчкој савезној држави Ајова. По попису становништва из 2010. у њему је живело 1.126 становника.

## Демографија
Према попису становништва из 2010. у граду је живело 1.126 становника, што је -36 (-3.1%) становника више него 2000. године.
| Група             | 2000.         | 2010.         |
| Белци             | 1.133 (97,5%) | 1.114 (98,9%) |
| Афроамериканци    | 3 (0,3%)      | 2 (0,2%)      |
| Азијати           | 1 (0,1%)      | 0 (0,0%)      |
| Хиспаноамериканци | 2 (0,2%)      | 3 (0,3%)      |
| Укупно            | 1.162         | 1.126         |